# Бивотт, Амос
Амос Бивотт (род. 8 сентября 1947, Нанди) — кенийский бегун на средние дистанции. Олимпийский чемпион 1968 года на дистанции 3000 метров с препятствиями.
Родился в деревне округа Нанди. На Олимпийских играх 1968 года выиграл первое для Кении олимпийское золото с результатом 8 минут 51 секунда. В 1970 году занял третье место на играх Содружества. Принимал участие на Олимпийских играх 1972 года, на которых занял 6-е место.
С 1973 по 1978 годы работал в службе тюрем Кении, пока не был привлечён к ответственности за кражу. С 1986 года работал охранником на местном стадионе. В настоящее время живёт вместе с женой Майей и пятью детьми недалеко от Элдорета.